# 宝塔実憐
宝塔実憐（ブッダシュリ）は、高麗の第26代王忠宣王の妃。モンゴル人で、元の皇族の晋王カマラの娘。泰定帝とは姉弟である。1296年に降嫁される。1310年、元より韓国長公主に封じられる。没後の1343年、元より薊国大長公主に追封される。忠宣王の妃 趙妃が寵愛されている事に嫉妬し、誣告事件を起こした。子女は無し。

## 家族
- 曾祖父：世祖 初代皇帝。
- 祖父：チンキム
- 父：元の晋王カマラ
- 母：不明
- 叔父：成宗 2代皇帝。
- 弟：泰定帝 6代皇帝。
- 夫：忠宣王